# Suriname Voetball Voorwaarts
Sport Vereniging Voorwaarts é um clube de futebol surinamês sediado em Paramaribo, capital do Suriname.
Disputa o Campeonato Surinamês de Futebol.